# Ньярлатотеп
Ньярлатоте́п (варианты перевода: Ньярлахоте́п, Ньярлатхоте́п, Ньярлантхоте́п, Ниарлатхоте́п, Нъярлотхоте́п; англ. Nyarlathotep) — Древний бог, воплощение хаоса, посланник Иных богов, из произведений Говарда Филлипса Лавкрафта. Один из немногих персонажей Лавкрафта, принимающих человеческий облик. В истинном облике не имеет чёткой формы, описан как нечто очень отвратительное, бурлящее, постоянно меняющееся, представлен эпитетом «Ползучий хаос». Ньярлатотеп имеет тысячи обличий. Имя божества было придумано Лавкрафтом, но оно заканчивается на древнеегипетский элемент «-хотеп», который означает «мир» или «довольство» и входит в имена многих фараонов. Это один из наиболее запутанных образов Лавкрафта.

## Создание персонажа

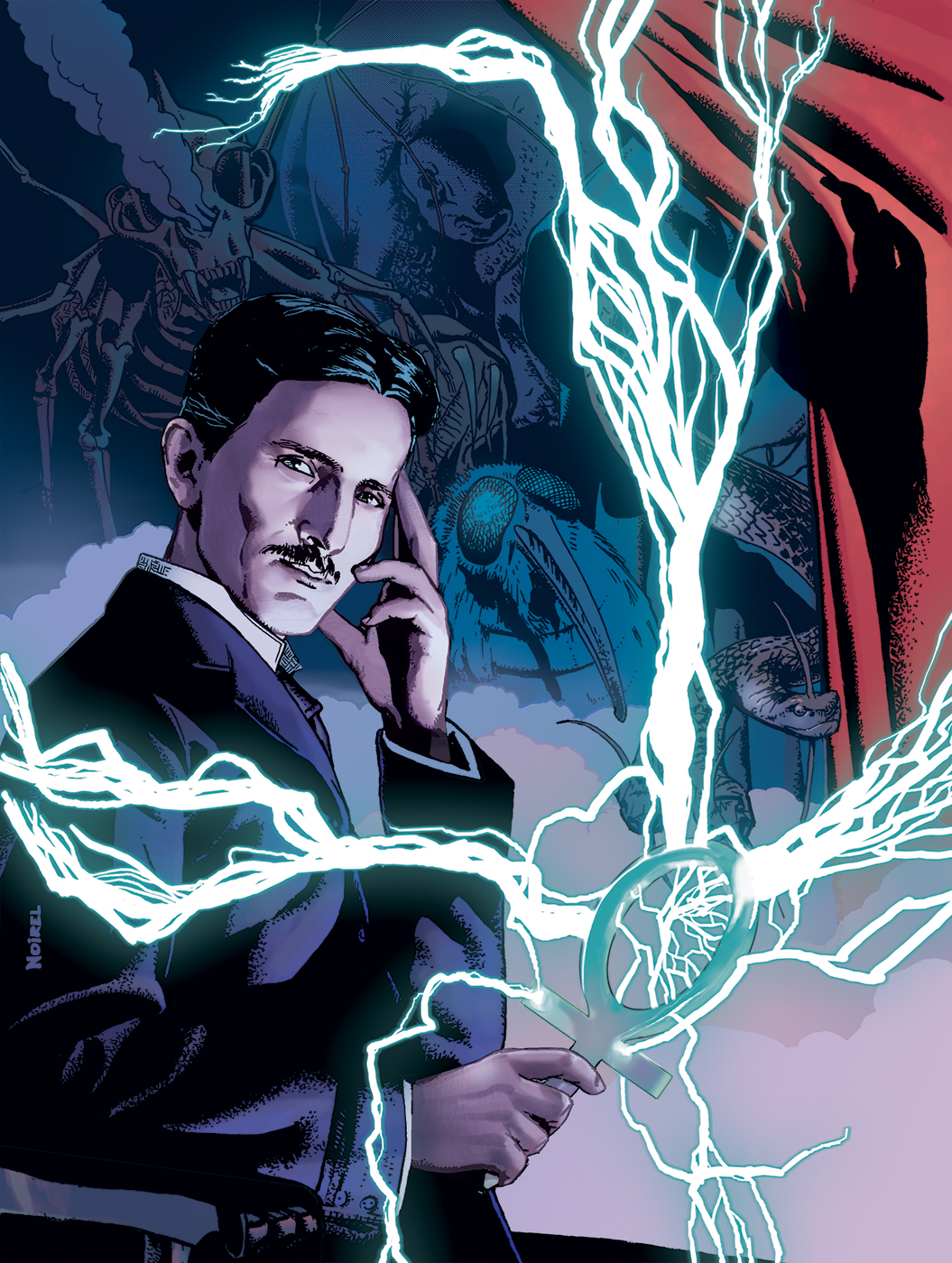
Ньярлатотеп в образе Николы Теслы в Ротомаго и комикс-адаптация Жюльена Нуареля поэмы в прозе «Ньярлатотеп»

Лавкрафт написал в письме 1921 года Рейнхарду Кляйнеру о сне, который ему приснился: «это самый реалистичный ночной кошмар, который я видел с десятилетнего возраста», что послужил основой для стихотворения в прозе «Ньярлатотеп». Во сне Лавкрафт получил письмо от своего друга Сэмюэля Лавмана, в котором говорилось:
Не забудьте увидеть Ньярлатотепа, если он придёт в Провиденс. Он ужасен — ужасен сверх всего, что вы можете себе представить, — но прекрасен. После он преследует его часами. Я до сих пор содрогаюсь от того, что он показал.
Лавкрафт прокомментировал:
Я никогда раньше не слышал имени НЬЯРЛАТОТЕП, но, кажется, понял намёк. Ньярлатотеп был своего рода странствующим шоуменом или лектором, который выступал в публичных залах и вызывал всеобщий страх и обсуждения. Эти выставки состояли из двух частей: во-первых, жуткой — быть может, пророческой — кинолентой; а затем несколькими экстраординарными научными экспериментами с электрическими приборами. Когда я получил письмо, я, кажется, вспомнил, что Ньярлатотеп уже явился в Провиденс... Я, кажется, вспомнил, что люди с ужасом шептались о нем в благоговении и предупреждали не приближаться к нему. Но письмо-сон Лавмена убедило меня... Выходя из дома, я увидел толпы мужчин, бредущих сквозь ночь, испуганно перешёптывающихся и следующих в одном направлении. Я присоединился к ним, напуганный, но жаждущий увидеть и услышать великого, тёмного, невыразимого Ньярлатотепа.
По признанию самого Лавкрафта он проснулся с чудовищной головной болью и немедленно начал писать, чтобы запечатлеть атмосферу ужаса, которую почувствовал.
Роберт Прайс предполагает, что имя Ньярлатотеп могло быть подсознательно заимствовано Лавкрафтом из творчества Эдварда Дансени и происходит из двух имен, которыми он очень восхищался: лжепророк Альхирет-Хотеп (англ. Alhireth-Hotep) из «Боги Пеганы» и сердитый бог Минартхитеп (англ. Mynarthitep) из «Печали поиска».
Уилл Мюррей предположил, что на образ Ньярлатотепа, который в первом посвященном ему произведении описан как бродячий фокусник, повлиял Никола Тесла, чьи хорошо посещаемые демонстрации действительно включали необычные эксперименты с электрическими приборами и которого некоторые люди считали зловещей фигурой.
С. Т. Джоши с ним согласен и отмечает, что Ньярлатотеп является воплощением гибели и разложения, а его «опыты» символизируют разрушительные силы науки.

## Ньярлатотеп в творчестве Лавкрафта

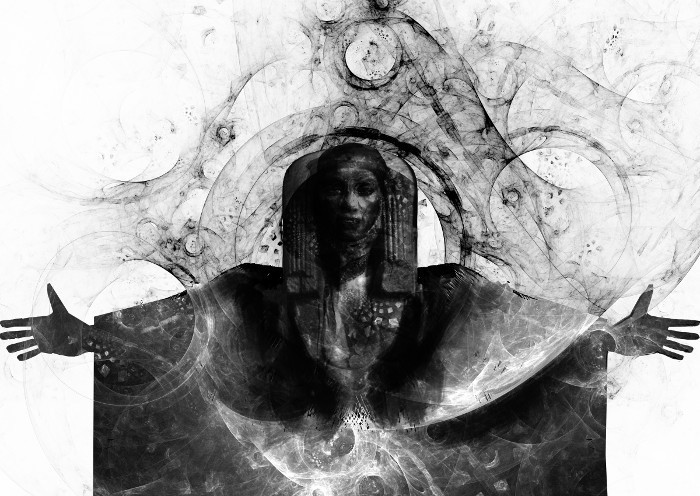
Ньярлатотеп - Чёрный человек, Ползучий Хаос, Ловец среди Звёзд, Чёрный Фараон. Художник Катарсисдрил

В рассказе «Ньярлатотеп» (1920) впервые появляется персонаж Ньярлатотеп, который описывается как «высокий смуглый фараон». Он бродит по Земле, по-видимому, собирая легионы последователей, демонстрируя на презентациях странные и, казалось бы, волшебные устройства, которые меняют представления людей об окружающем мире. В итоге он вызывает Конец света.  

И тогда Ньярлатотеп вышел из Египта. Он был древних туземных кровей и походил на фараона. Феллахи падали ниц, завидев его, хотя никто не мог сказать почему. Ньярлатотеп говорил, что восстал сквозь тьму двадцати семи веков, и что голоса не с этой планеты доступны его слуху. В земли цивилизации пришёл Ньярлатотеп, смуглый, стройный и зловещий. Приобретая странные инструменты из стекла и металла, он создавал из них инструменты ещё более странные. Он говорил в основном о науках - электричестве и психологии - и демонстрировал власть, вызывавшую призраков, и слава его разрасталась чрезмерно. Люди советовали друг другу увидеть Ньярлатотепа и содрогнуться. И где Ньярлатотеп проходил, спокойствие исчезало.

Фриц Лейбер предлагает три интерпретации персонажа, основанные на этом описании: насмешка Вселенной над попытками человека понять её; негативный и презрительный взгляд Ньярлатотепа на коммерческий мир, представленный на его выступлениях; и саморазрушительная рациональность человека.
В рассказе «Крысы в стенах» (1923) Лавкрафт описывает Ньярлатотепа как посланника из загробного мира, который обитает в Недрах земли, а кроме него, описывает посыльного демона-свинопаса. Де ла Поэр ощущает гипнотическое воздействие в замке и тягу к пещерам в центре земли, где находится безумный безликий бог Ньярлатотеп ,завывающий под музыку двух аморфных флейтистов. В этой ссылке на Ньярлатотепа, первой после его появления в одноименной поэме в прозе, сущность, по-видимому, обладает некоторыми атрибутами бога Азатота. Во снах герою явился демон-свинопас, который выполнял чьи-то распоряжения.
В рассказе «Ужас в Ред Хуке» (1925) присутствуют намеки на божество, обитающее в Недрах Земли.

В повести «Сомнамбулический поиск неведомого Кадата» (1927) Лавкрафт меняет описание Ньярлатотепа, который появляется как один из главных персонажей в форме египетского фараона в Стране снов. Он «Посланник» и «Глашатай» Иных богов, и восседает вместе с ними в замке на вершине Кадата. Ньярлатотеп пытается обмануть Рэндольфа Картера, не дав ему найти город из его сна. Лейбер описывает Ньярлатотепа как «злобного мудреца», в отличие от безумного Азатота, его хозяина. Ньярлатотеп проявил более явное презрение к человечеству, особенно к своим собственным поклонникам, нежели другие божества Лавкрафта.
Между двух колонн чернокожих невольников появилась одинокая фигура - высокий стройный муж с юным лицом античного фараона, облачённый в переливающийся хитон и увенчанный золотым венцом, от которого исходило сияние. Прямо к Картеру шёл величественный муж, чья гордая осанка и приятные черты лица были исполнены очарования смуглого бога или падшего ангела и в чьих глазах играли потаённые искорки прихотливого нрава. Пришелец заговорил, и в мелодичных модуляциях его голоса зажурчала необузданная музыка летейского потока.
Ньярлатотепу служат инопланетные рабы, а сам он говорит на языке птиц Шантак: 
Хей! Аа-шанта нигх! Ступай и моли небо, никогда не встречать меня ни в одном из моих тысяч обличий, и будь осторожен, ибо я и есть Ньярлатотеп, Ползучий хаос!
Ньярлатотепу посвящен 21-й сонет «Грибы с Юггота» (1929), что является пересказом оригинального стихотворения в прозе: 
Он объявился под конец времён.
Египта сын, высок и смуглолиц.
Пред ним феллахи простирались ниц,
Цвет ризы его был закату в тон.
К нему стекался люд со всех сторон,
Охочий до пророчеств и чудес,
И даже дикий зверь, покинув лес,

Спешил к Ньярлатотепу на поклон.

В повести «Шепчущий во тьме» (1930) инопланетянин скрывается за внешностью Генри Экли и, возможно, является посыльным либо воплощением Ньярлатотепа. Ми-Го воспевают Ньярлатотепа благоговейным тоном:
Все будет сказано Ньярлатотепу, Могучему Посланцу. Он примет внешность человека, восковую маску и одежды, что скроют его, и спустится вниз из мира Семи Солнц, и притвориться... Ньярлатотеп, Великий Посланец, приносящий из пустоты чудесную радость Югготу, Отец Миллиона Избранных, Сталкер среди...

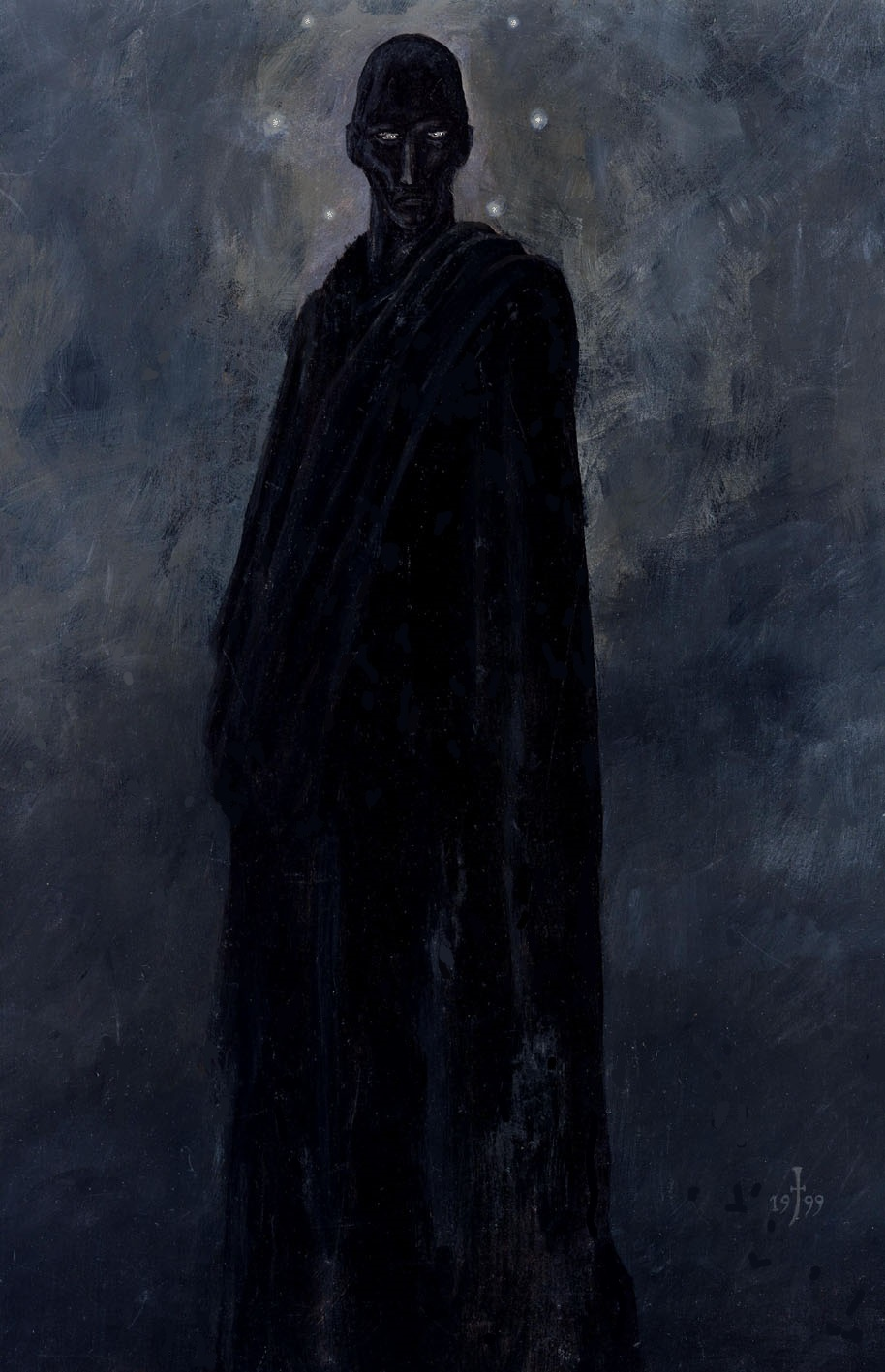
Чёрный человек

С. Т. Джоши пишет, что «это кажется намёком на Ньярлатотепа, замаскированного одеждой и маской под образ Экли (хотя, в этом месте запись прерывается); но если это так, то это означает, что Ньярлатотеп пребывает в телесной форме грибообразных Ми-Го, а его жужжащий голос был записан на пластинке, которую прослушивал Альберт Уилмарт». Джоши также отмечает, что это проблематично, потому что «если Ньярлатотеп (как назвали его критики) "оборотень", то почему он должен носить лицо и руки Экли, а не просто принять облик Эйкели?». Вероятно, Ньярлатотеп действует через последователя либо же гипнотически внушает этот образ доктору.

### Чёрный человек
В  рассказе «Грёзы в ведьмовском доме» (1933) Уолтер Гилман упоминает Ньярлатотепа и Чёрного человека. Ведьма Кеция Мейсон заключила договор с сущностью в образе Чёрного человека от культа ведьм. Уолтер, Кеция и Чёрный человек вместе похищали ребёнка. Хотя персонаж нечеловеческий, некоторые ошибочно принимают его за человека африканского происхождения, хотя черты его лица описываются как европеоидные.
Предания связывают любые попытки выйти за пределы возможного с необходимостью сверхъестественного и ужасного союза с обитателями и посланцами запредельных миров. Здесь-то и выступает на передний план страшная фигура представителя или посланника тайных ужасных сил — будь то Чёрный человек колдовских заклинаний или Ньярлатхотеп «Некрономикона». 
Чёрный человек должен проводить Уолтера к трону Азатота, где тот должен расписаться кровью в «книге Азатота». Черный человек является посыльным Азатота, верховного божества в центре мироздания. Ньярлатхотеп упоминается отдельно, как посланник Иных богов, которыми правит Азатот. Чёрный человек, как и Ньярлатотеп, обладает тайными знаниями и передает часть этих знаний ведьме Кеции. Кроме того, у Чёрного человека есть копыта — что является чертой нечисти. Лавкрафт описывал ранее посыльных от загробного мира и внеземных божеств, которые действуют через прислужников, демонов, колдунов, потусторонних сущностей, аватаров.  

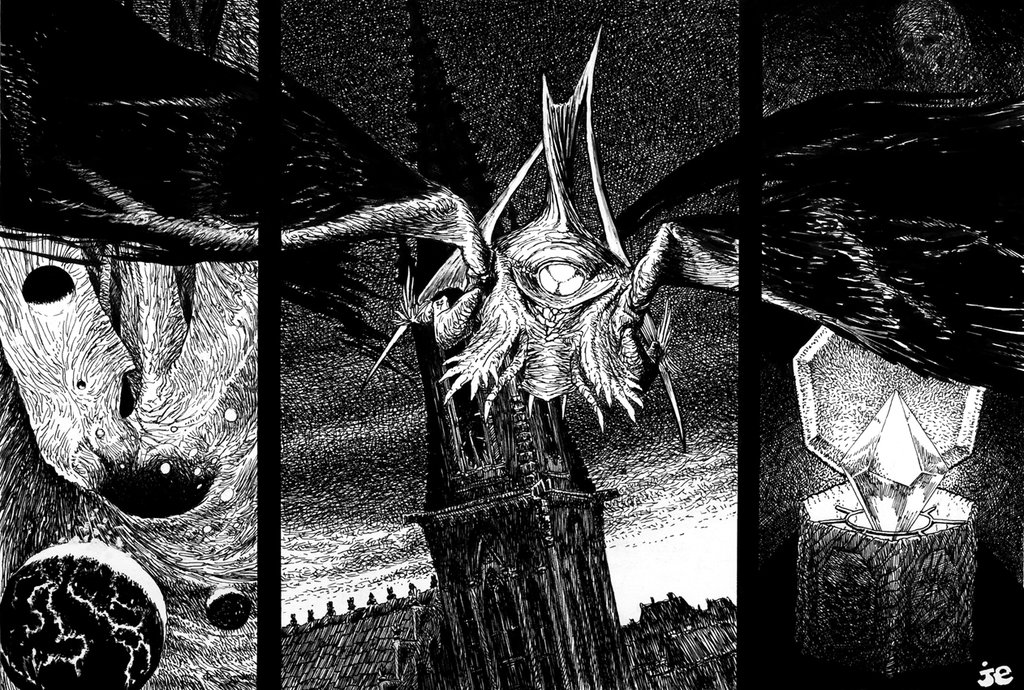
Скиталец тьмы

### Скиталец тьмы
В рассказе «Обитающий во Тьме» (1936) Лавкрафт описывает чудовищное существо, которое обитает в призрачном здании церкви и не может находится на свету. Блейк пишет, что слышит монстра с щупальцами и крыльями летучей мыши, который появляется в шпиле церкви секты Звёздной Мудрости. Позже он идентифицирует данное существо как Скитальца Тьмы, который раскрывает тайные знания о Вселенной в обмен на человеческие жертвоприношения. Блейк считает, что это одно из воплощений Ньярлатотепа. В финале он пишет, что увидел это существо и у него трёхдольчатый горящий глаз (вероятно, ссылка на Уаджет).

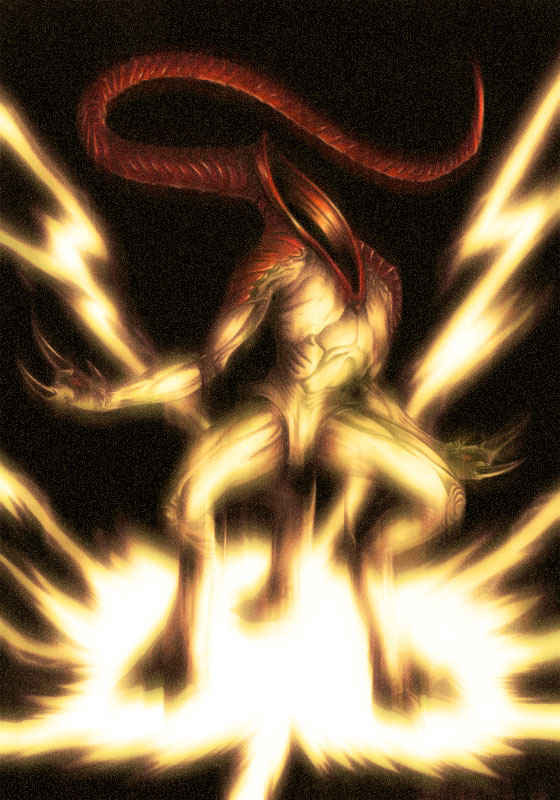
Ньярлатотеп. Художник Марио Зуккарелло

В повести «За гранью времён» (1936) «отвратительная тайна Ньярлатотепа» раскрывается главному герою Хефнесом в то время, пока его сознание было заключено в тело инопланетянина Великой расы Йит.

## Анализ
Ньярлатотеп во многом отличается от Древних богов Лавкрафта. Большинство из них пребывают в заточении среди далеких звёзд, как Йог-Сотот или Хастур, либо спят под толщей вод, как Ктулху. Ньярлатотеп активно ходит по Земле в облике человека, обычно высокого, стройного, который делится тайными знаниями и сардонически смеётся. У него есть «тысяча» других форм, большинство из которых считаются безумно ужасными. У большинства «Внешних Богов» есть свои культы и сектанты; Ньярлатотеп, кажется, служит этим культам и заботится о делах божеств в их отсутствие. Большинство богов говорят на странных инопланетных языках, и в том числе Ньярлатотеп, который также использует человеческие языки и других существ. Другие «Внешние Боги» и «Великие Древние» часто описываются как безумные или непостижимые, а не как действительно злобные. Ньярлатотеп же наслаждается жестокостью, он обманчив, манипулирует людьми, взращивает своих последователей, использует пропаганду для достижения своих целей.
Ньярлатотеп исполняет волю Внешних Богов и является их посланником, сердцем и душой; он также слуга Азатота, своего отца, чьи желания он немедленно выполняет. В отличие от других Внешних Богов, вызывать безумие для Ньярлатотепа важнее и приятнее, чем сеять гибель и разрушение. В будущем, согласно рассказу «Ньярлатотеп», он уничтожит человечество и, возможно, Землю.
Лавкрафт относил Ньярлатотеп к «Иным богам» или «Внешним Богам». Он — порождение Азатота. Лавкрафт изначально описывал «Великих богов», которые правят в Стране снов или обитают в туманности космоса, — эти божества не похожи на разумных существ; они проявляют потустороннюю природу и им подвластны силы стихии. Однако они находятся под защитой «Иных богов», особенно Ньярлатотепа. Ньярлатотеп путешествует меж миров, получает и передает информацию от Иных богов последователям внеземных культов.
Ньярлатотеп появляется как персонаж только в четырёх рассказах и одном сонете (всё же больше, чем любой другой Древний бог), а его имя часто упоминается во многих других.

## Ньярлатотеп в произведениях других авторов

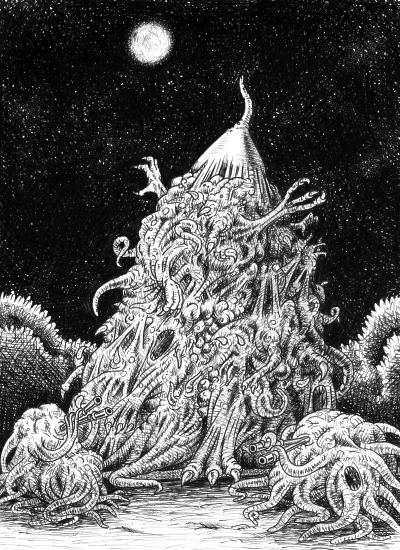
Ньярлатотеп в «Обитающий во тьме» Августа Дерлета

Ньярлатотеп появился за пределами произведений Лавкрафта. Последователи «Мифов Ктулху» заимствовали этот образ и создали множество описаний Ньярлатотепа, которые противоречит одно другому. Более поздние авторы описывают его как одного из «Внешних Богов». Он «оборотень» с тысячей форм, большинство из которых безумно ужасны для людей.
- Август Дерлет первым использовал божеств Лавкрафта в своём творчестве и предпринимал попытки категорировать космический пантеон «Старших богов» и соотнести их с элементами стихий. В творчестве Дерлета образ Ньярлатотепа подвергся сильному упрощению: в частности, для него Ньярлатотеп воплощал элемент воздуха, — на что в творчестве Лавкрафта нет никаких указаний[9]. Дерлет упоминает Ньяратхотепа в повести «Затаившийся у порога» и многих других рассказах.
- Кларк Эштон Смит создал собственный пантеон «Внешних богов», которыми правит Азатот, вокруг которого ритмично танцует в такт звукам флейты группа «Внешних Богов», среди которых присутствуют «Абсолютные Боги». Ньярлатотеп, Ползучий Хаос, является посланником от «Внешних Богов» к их культам. Смит и Лавкрафт обсуждали идею родственного древа богов, среди которых: Наг и Йеб, Йиг, Йог-Сотот, Ктулху, Шуб-Ниггурат, Ньярлатотеп, Тсатхоггуа, а затем схема ведёт к божествам Смита («Избранные письма Лавкрафта» 4.617).
- Лин Картер описал в рассказе «Ужас в галерее», что в настоящее время Ньярлатотеп живет или находится в заключении на планете Аббит.
- В комиксах Алана Мура «Неомикон» (2010–2011) Ньярлатотеп появляется в образе Джонни Каркосы, торговца наркотиками в маске, который часто посещает тематические клубы и оккультные магазины Ктулху. Его способ обращения новых последователей состоит в том, чтобы поместить их в вегетативное состояние, восприимчивое к заклинаниям на языке «Акло» — язык инопланетян, что изменяет сознание тех, кто его слушает. В рассказе Мура он выполняет аллегорическую роль Архангела Гавриила при Благовещении, сообщая главной героине, что она забеременела и скоро родит Ктулху.
- Ньярлатотеп также появляется в свободном произведении Джозефа Дейла «Восстание Азатота» (2016), который очень слабо связан с «Мифами Ктулху», в роли хранителя Некрономикона, поскольку он пытается заставить волшебников и других влиятельных людей использовать заклинания из книги якобы для обретения власти. Это, конечно, ловушка, как к своему огорчению узнают некоторые люди.
- Дональд Тайсон упоминает Ньярдатхотепа в рассказе «Некрономикон. Странствия Аль-Хазреда» (2007):Из всех повелителей Древних только Ньярлатотеп появляется полностью в подобии человека… Ньярлатотеп предпочитает приходить к своим почитателям как человек выше среднего роста, за исключением одного: у него нет лица, но только чернота там, где оно должно быть увидено. Как лицо Азатотa мрачно-яркое и испускает наружу лучи, так и лицо Ньярлатотепа, его полубрата — это пустота, которая вбирает в себя и жар, и свет и никогда их не высвобождает. Он — пожиратель душ… Ему не так трудно приходить в наш мир, как другим Древним, хотя почему это так, остаётся неизвестным. Какова бы ни была причина, он служит Древним как их посланник среди людей. Именно он держит истинных богов нашей расы в заложниках в Кадате в холодной пустыне юга, лишает их разума и заставляет танцевать под флейту Азатота… Ньярлатотеп — обманщик, который может временно принимать любую форму, чтобы ввести в заблуждение умы тех, перед кем он появляется… Мудрейший из Древних за исключением Йига.
- «Безликий Бог» Роберт Блох
- «Тень от шпиля» Роберт Блох
- «Дельта Грин» Детвиллер, Глэнси и Тайнс
- «Маска Ньярлатхотепа» ДиТиллио и Уиллис
- «Роющие внизу» Брайан Ламли
- «Элизия» Брайан Ламли
- «Червь Ураху» Ричард Тирни
- «Альхазред» Дональд Тайсон

### «Цикл Ньярлатотепа»
В 1996 году Chaosium опубликовал «Цикл Ньярлатотепа», антологию «Мифов Ктулху», в которой основное внимание уделяется работам, относящимся к сущности Ньярлатотеп или вдохновлённым ею. Книга под редакцией Роберта Прайса включает введение Прайса, в котором прослеживаются корни и развитие Бога тысячи форм. В состав входят:
- «Пророк Альхирет-Хотеп» лорда Дансени
- «Печаль поиска» лорда Дансени
- «Ньярлатотеп» Лавкрафта
- «Второе пришествие» (стихотворение) Уильяма Батлера Йейтса
- «Тишина падает на стены Мекки» (стихотворение) Роберта Говарда
- «Ньярлатотеп» (стихотворение) Лавкрафта
- «Грёзы в ведьмовском доме» Лавкрафта
- «Обитающий во Тьме» Лавкрафта
- «Титан в склепе» Дж. Г. Уорнера.
- «Храм Чёрного фараона» Роберта Блоха
- «Проклятие чёрного фараона» Лин Картер
- «Проклятие Нефрен-Ка» Джона Кокрофта
- «Храм Нефрен-Ка» Филипа Дж. Рахмана и Гленна А. Рахмана
- «Папирус Нефрен-Ка» Роберта К. Калпа
- «Рыло в нише» Гэри Майерса «Созерцающий сфинкс» (стихотворение) Ричарда Тирни
- «Египет Эч-Пи-Эля» (стихи) Энн К. Швадер.

## В культуре
Ньярлатотеп фигурирует во многих книгах и играх, основанных на мирах Лавкрафта.
- Ньярлатотеп является героем комикса Crawling Dreams где живет в образе глупой большегрудой девушки геймерши Ньярлы
- Ньярлатотеп в образе юной девушки Няруко является героем манги и ранобэ Haiyore! Nyaruko-san.
- В игре Annetto Futatabi — Ньярлатотеп в образе Зигфрида является главным антагонистом.
- Ньярлатотеп является одним из центральных антагонистов в серии игр Megami Tensei.
- Персонаж, основанный на Ньярлатотепе, является основным антагонистом в романе Дина Кунца «Фантомы» (1983) и снятом по нему фильме (1998)[17].
- В фильме Звёздные врата (1994) в похожем образе предстает инопланетянин и фараон, который известен как Ра.
- В сериале Игра престолов появляется Многоликий бог, чье название похоже на Ньярлатотепа.
- Отсылка к Ньярлатотепу присутствует в MMORPG World of Warcraft, в облике Гневиона, известного также как Чёрный Принц.
- В серии игр Elder Scrolls один из Принцев Даэдра по имени Хермеус Мора на протяжении игр изображался схоже с описанием Ньярлатотепа, в частности, в The Elder Scrolls V: Skyrim — Dragonborn, где не имел четкой формы и представлялся смертным в бесформенной и гротескной куче щупалец и глаз.
- Является прообразом Присутствия Луны — секретного финального босса в игре Bloodborne.
- В комиксах Marvel отсылкой к Ньярлатотепу возможно является древнеегипетский мутант Апокалипсис.
- Образ Ньярлатотепа был представлен в творчестве dark ambient проекта A Cryo Chamber Collaboration Nyarlathotep (ч. 1[18] — ч. 2[19]).
- Является одним из финальных боссов в игре Sundered.
- Также является финальным боссом третьего эпизода в игре DUSK.
- Ньярлатотеп фигурирует в серии графических комиксов «Падение Ктулху» в качестве главного антагониста.
- Ньярлапотеп является антагонистом в видеоигре «Devil girl».
- Является антагонистом в книге Бентли Литтла «Петохталрейн».
- В мобильной гатя-игре Fate/Grand Order Ньярлатотеп предстает как одна из двух сущностей, ассимилированных пятизвездочной слугой BB Summer (БиБи Летняя), а также как часть ее визуального образа и Небесного Фантазма.
- В рассказе российского писателя Вадима Шарапова "Помощь", фигурируют демоны Ньярлатотеп и Иог-Сотот, вызванные по приказу маршала Жукова, при посредстве Альхазреда (Альхазредова) для помощи в освобождении городов от нацистов, во время Второй мировой войны.
- Является главным антагонистом веб-комикса "JL Forsaken Souls", за авторством Black Pharaon.
- В серии игр Black Souls появляется персонаж, который представляется как "Ползущий".
- Является одним из антагонистов в игре Alone in the Dark (2024).